# Gliceria Marella-Villavicencio

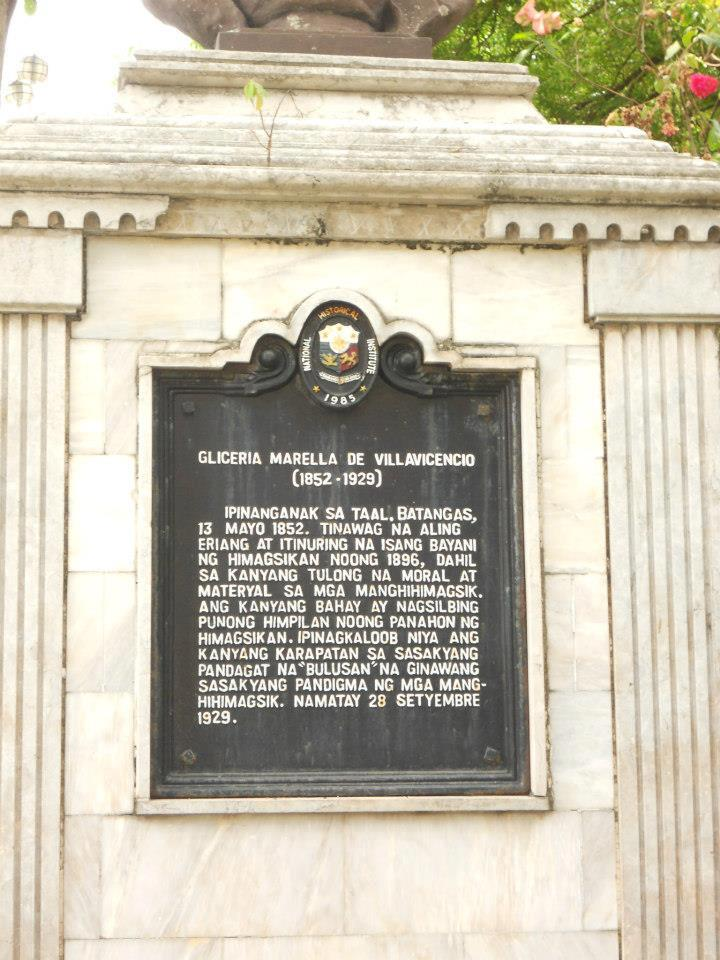
Een plaquette ter ere van Gliceria Marella-Villavicencio in haar geboorteplaats Taal.

Gliceria Marella-Villavicencio (Taal, 13 mei 1852 - 28 september 1929) was een Filipijnse welgestelde nationaliste, die door de financiële en materiële ondersteuning die ze gaf aan de Filipijnse revolutionaire beweging wel wordt aangeduid als de "peettante van de Filipijnse Revolutie".

## Biografie
Gliceria Marella-Villavicencio werd geboren op 13 mei 1852 in Taal. Ze was het derde kind van zeven kinderen van Vicente Marella en Gertrudis Legaspi. Ze kwam uit een welvarende familie uit de provincie Batangas. Ze trouwde met Eulalio Villavicencio, net als zijzelf afkomstig uit een rijke familie en actief in de scheepsbouw.
Marella-Villavicencio en haar echtgenoot sympathiseerden met de revolutionaire beweging in de Filipijnen. Ze hielpen hen financieel en materieel bij hun strijd tegen de Spaanse koloniale overheersing. Ook werd hun huis door de leiders van de beweging als Andres Bonifacio, Miguel Malvar, Feliciano Joson, Vito Belarmino, Eleuterio Marasigan en Felipe Calderon gebruikt voor heimelijk overleg. Ze schonken ook een grote som geld aan de latere Filipijnse nationale held Jose Rizal om zijn boeken te kunnen publiceren en verspreiden. Ook schonken ze het stoomschip de Bulusan aan de opstandelingen, het eerste vlaggenschip van het Filipijns opstandelingenleger. Haar echtgenoot Eulalio werd uiteindelijk gearresteerd en gevangen gezet. Enkele maanden na zijn vrijlating overleed hij echter in februari 1898 door een slechte gezondheid. Marella-Villavicencio bleef de opstandelingen steunen, ook in de tweede fase van de Revolutie toen de kolonie was overgenomen door de Amerikanen en de strijd tegen de nieuwe overheersers verder ging tijdens de Filipijns-Amerikaanse Oorlog.
Marella-Villavicencio overleed in 1929 op 77-jarige leeftijd. Samen met haar echtgenoot Eulalio Villavicencio kreeg ze zes kinderen. Hun dochter Rita was getrouwd met senator Vicente Ilustre.